# سد وادي النجد
سد وادي النجد؛ هو أحد السدود الواقعة في مركز بداء بمحافظة الوجه بمنطقة تبوك شمال المملكة العربية السعودية.

## نبذة
يعتبر سد وادي النجد من السدود الترابية المغلقة بالخرسانة ويصل طوله إلى 1033 متر وارتفاع 10 أمتار و سعة تصل غلى مليون و 36 ألف متر مكعب.

## أهداف إنشاء السد
تم إنشاء السد بهدف تخفيف حدة الفيضانات وحفظ الأرواح والممتلكات وتخزين المياه لصرفها وفق متطلبات الزراعة والري.

## تكاليف السد الإجمالية
تمت إقامة سد وادي النجد من ضمن مشروع أعلن عام 2009 م شامل تنفيذ 11 سد وقد كان منها سد وادي النجد حيث بلغت التكلفة الإجمالية للمشروع حوالي 100 مليون ريال.

## وصلات خارجية
- الموقع الرسمي لوزارة المياه والكهرباء السعودية